# Кони-Айленд (фильм)
«Кони-Айленд» (англ. Coney Island) — короткометражная немая комедия с участием Роско Арбакля и Бастера Китона. Образец ранних фильмов, где Китон улыбается и смеется. 

## Сюжет
Фэтти на пляже сбегает от своей надоедливой жены, чтобы развлечься в парке аттракционов и приударить за другой женщиной. Ею оказывается подруга героя Бастера Китона, за которой пытается ухаживать ещё один мужчина — старый друг жены Фэтти. Соперничество мужчин и преследование женой своего мужа составляют основу сюжета. В фильме также присутствуют «кистоуновские полицейские».

## В ролях
- Роско Арбакл — Толстяк (Фэтти)
- Агнес Нейлсон — его жена
- Бастер Китон — ухажер
- Эл Сент-Джон — старый друг жены Толстяка
- Элис Мэнн — девушка
- Джо Бордо — человек с аттракциона «молоток»

## Ссылки

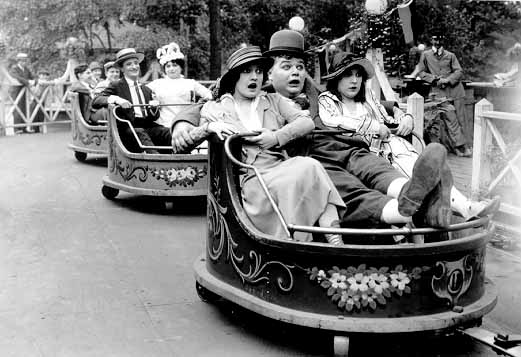
Фатти в парке развлечений в сцене из фильма «Кони-Айленд» (1917)